# Hagiohr
Hagiohr : časopis o antropološkoj medicini-hagioterapiji stručno-edukativni je i popularni časopis za istraživanje i promicanje antroploške medicine i hagioterapije - hrvatskog modela duhovnog zdravlja, koje je utemeljio i razvijao Tomislav Ivančić.

## Povijest
Godine 2007. zagrebačka podružnica Zajednice Molitva i Riječ izdala je nekoliko brojeva Glasa hagioterapije : časopisa za moralnu preobrazbu i hagioterapiju. Prva glavna urednica časopisa bila je Željka Kolar. Od sljedeće godine Teovizija postaje suizdavač. Časopis 2009. godine mijenja naziv u Hagiohr : hagioterapija - hrvatski model duhovnog zdravlja a nakladnik mu postaje Centar za duhovnu pomoć. Željka Karadakić postaje glavna urednica 2011. godine, a od 2012. nakladnik je Udruga za promicanje hagioterapije-Hagiohr. Iste godine naziv časopisa promijenjen je u Hagiohr : časopis o antropološkoj medicini-hagioterapiji. Godine 2014. nakladnik postaje Zaklada Tomislav Ivančić. U 2019. godini glavna urednica je bila Anđela Krivić, a u 2020. Anđela Čale.

## Sadržaj
Časopis izlazi kao dvomjesečnik, a suradnici su voditelji centara za antropološku medicinu i hagioterapiju, hagioasistenti, liječnici, psihijatri, psiholozi, pedagozi, teolozi, profesori, odgajatelji, defektolozi, farmaceuti i socijalni radnici. Misija časopisa je uvijek ista: „Moramo umotati svijet riječima života kako bi ljudi ponovno postigli sreću.“ (Sv. Maksimilijan Kolbe). Hagiohr je svojevrsni fenomen u tiskanim medijima jer piše samo pozitivne stvari i postiže da se njegovi čitatelji osjećaju više ljudi, razumiju suštinu života, ulaze u smisao i podsjećaju se što je ljubav. Iako se bavi temama poput znanosti o duhu ili dijagnoze i terapije za duhovno područje. Potpuno ulazi u ljudsku svakodnevicu jer piše o obitelji, odgoju, mladima, komunikaciji, kulturi i donosi hagioterapijske lijekove i neprocjenjiva iskustva onih koji su ih primijenili.

## Vanjske poveznice
Mrežna mjesta
- hagio.hr, službeno mrežno mjesto
- www.zmr.hr  Arhivirana inačica izvorne stranice od 12. rujna 2014. (Wayback Machine)
- www.cdp.hr
- www.hagioterapija-split.hr